# Municipio de Royal (Nebraska)
El municipio de Royal (en inglés: Royal Township) es un municipio ubicado en el condado de Antelope en el estado estadounidense de Nebraska. En el año 2010 tenía una población de 163 habitantes y una densidad poblacional de 1,76 personas por km².

## Geografía
El municipio de Royal se encuentra ubicado en las coordenadas 42°18′22″N 98°7′34″O / 42.30611, -98.12611. Según la Oficina del Censo de los Estados Unidos, el municipio tiene una superficie total de 92.52 km², de la cual 92,52 km² corresponden a tierra firme y (0 %) 0 km² es agua.

## Demografía
Según el censo de 2010, había 163 personas residiendo en el municipio de Royal. La densidad de población era de 1,76 hab./km². De los 163 habitantes, el municipio de Royal estaba compuesto por el 99,39 % blancos y el 0,61 % eran de una mezcla de razas. Del total de la población el 2,45 % eran hispanos o latinos de cualquier raza.